# Melissa Lee (Politikerin)

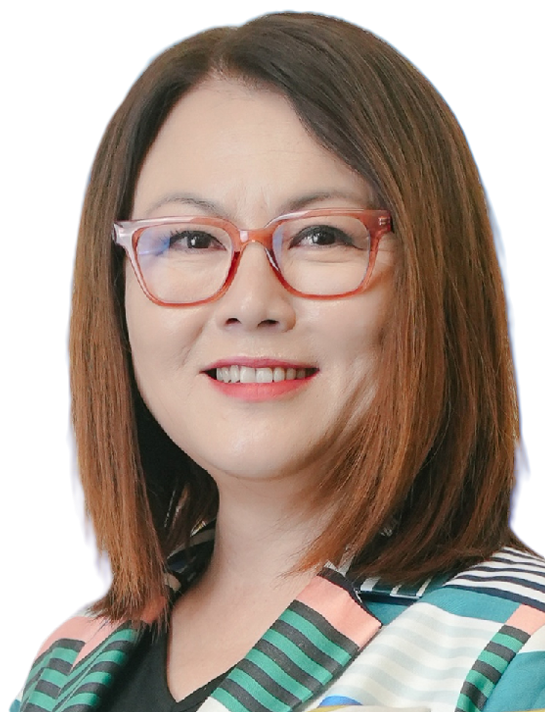
Melissa Lee (2023)

Melissa Lee, ihr koreanischer Name ist Lee Ji-yun (koreanisch: 이지연) (* 1966 in Südkorea) ist eine neuseeländische Journalistin und Politikerin der New Zealand National Party.

## Leben
Lee wurde 1966 in Südkorea geboren, wo sie die ersten zehn Jahre ihres Lebens verbrachte. Danach zogen ihre Eltern mit ihr nach Malaysia. Von 1979 bis 1983 besuchte sie dort die Garden International School. Anschließend ging sie mit ihrer Familie nach Australien, wo sie dann an der Deakin University in Melbourne studierte und ihr Studium der Kommunikationswissenschaften mit Auszeichnung abschloss.

## Berufliche Karriere
1988 zog Lee nach Neuseeland und arbeitete dort über 20 Jahre als Journalistin und Moderatorin. Ihren ersten Job als Journalistin begann sie bei der Sunday News in Auckland, für die sie rund fünf Jahre lang arbeitete. 1994 wechselte sie zu Television New Zealand (TVNZ) und arbeitete dort als Reporterin für eine Reihe, die sich Asia Dynamic nannte und wöchentlich ausgestrahlt wurde. Die Sendung behandelte Themen aus den Bereichen Kunst, Kultur und Wirtschaft. 1999 wurde die Sendereihe in Asia downunder umbenannt.
Als die Sendereihe 1994 begann, war sie das einzige Fernsehprogramm des Landes, das über Neuseeländer asiatischer Herkunft berichtete und Lees Präsenz auf dem Bildschirm, machte sie zum Gesicht der Fernsehreihe bis 2008, bis sie für einen Sitz im Neuseeländischen Parlament kandidierte. Im selben Jahr gründete Lee zusammen mit ihrem Geschäftspartner Robin Kingsley-Smith die Produktionsfirma Asia Vision, die die Sendung noch bis 2011 weiter produzierte.

## Politische Karriere
Lee trat im Jahr 2008 erstmals über die Wahlliste ihrer Partei für einen Sitz im Neuseeländischen Parlament an und gewann. Für einen Sitz im Parlament über ein Direktmandat trat sie erstmals im Jahr 2009 bei einer Nachwahl für den Wahlbezirk Mt Albert an, konnte aber mit 16,91 % und Platz zwei nur einen kleinen Achtungserfolg gegen den Kandidaten der New Zealand Labour Party, David Shearer, erzielen. Sie konnte in dem Wahlkreis ihre Ergebnisse nur wenig steigern und musste im Jahr 2020 gegen die damalige Premierministerin Jacinda Ardern sogar noch einmal stärkere Stimmenverluste hinnehmen. Auch im Wahljahr 2023 war ein Sieg über das Direktmandat für sie nicht möglich. Bei 33,68 % der Wählerstimmen fehlten ihr nur 19 Wahlzettel für einen Sieg.
Ergebnisse des Wahlkreises Mt Albert:
| Wahljahr | Direktkandidat | Stimmen | Direktkandidat | Stimmen | Partei                    | Stimmen |
| -------- | -------------- | ------- | -------------- | ------- | ------------------------- | ------- |
| 2009     | David Shearer  | 63,31 % | Melissa Lee    | 16,91 % | Nachwahl Direktkandidaten |         |
| 2011     | David Shearer  | 57,43 % | Melissa Lee    | 26,68 % | Labour Party              | 36,78 % |
| 2014     | David Shearer  | 58,17 % | Melissa Lee    | 28,61 % | National Party            | 38,89 % |
| 2017     | David Shearer  | 63,92 % | Melissa Lee    | 23,96 % | Labour Party              | 43,19 % |
| 2020     | Jacinda Ardern | 70,72 % | Melissa Lee    | 19,33 % | Labour Party              | 48,60 % |
| 2023     | Helen White    | 33,73 % | Melissa Lee    | 33,68 % | National Party            | 31,95 % |

Doch über einen sicheren Listenplatz über ihre Partei konnte sie in all den Jahren wieder ins Parlament einziehen. Nachdem im Jahr 2023 Christopher Luxon mit seiner Partei über eine Drei-Parteien-Koalition eine Regierung bilden konnte, wurde Lee mit drei Ministerämtern bedacht (siehe nachfolgend).

### Ministerämter in der Regierung Luxon
Mit der Regierungsbildung vom 27. November 2023 übernahm Lee folgende Ministerämter:
| Minister                                                       | vom               | bis            |
| -------------------------------------------------------------- | ----------------- | -------------- |
| Minister for Media and Communications                          | 27. November 2023 | 24. April 2024 |
| Minister for Economic Development                              | 27. November 2023 | aktuell        |
| Minister for Ethnic Communities                                | 27. November 2023 | aktuell        |
| Associate Minister for ACC (Accident Compensation Corporation) | 27. November 2023 | aktuell        |

Quelle: Department of the Prime Minister and Cabinet
Am 24. April 2024 musste Lee den Posten des Minister for Media and Communications abgeben, nachdem sie mit einem Gesetzentwurf zur Rettung der Medienbranche zu lange gewartet hatte. Lee stand unter Druck, nachdem u. a. Warner Brothers Discovery angekündigt hatte, die Produktion lokaler Nachrichten über Newshub und einen Großteil seiner Aktivitäten in Neuseeland einzustellen. Auch eine weitere Regelung mit Google und Facebook stand aus, lokale Medienunternehmen für die Nutzung ihrer Nachrichteninhalte zu bezahlen, da es sonst zu Arbeitsplatzverlusten kommen könnte. Mit den Aufgaben des Minister for Media and Communications wurde schließlich Paul Goldsmith beauftragt und Lee verlor ihren Sitz im Cabinet, blieb aber mit den anderen Positionen in der Regierung.

## Familie
Lee ist geschieden und lebte 2008 mit ihrem Sohn in Auckland noch bei ihren Eltern.